# IC 752
IC 752 је спирална галаксија у сазвјежђу Велики медвјед која се налази на листи објеката дубоког неба у Индекс каталогу.
Деклинација објекта је + 42° 34' 1" а ректасцензија 11h 59m 15,0s. Привидна величина (магнитуда) објекта IC 752 износи 14,4 а фотографска магнитуда 15,2. IC 752 је још познат и под ознакама CGCG 215-14, KUG 1156+428B, PGC 37747.